# When the Curtain Falls
When the Curtain Falls ist ein Lied der US-amerikanischen Classic-Rock-Band Greta Van Fleet. Es war die erste Single aus dem Debütalbum Anthem of the Peaceful Army.

## Entstehung
Aufgenommen wurde das Lied in den Blackbird Studios in Nashville sowie in den Rustbelt Studios in Royal Oak. Produziert wurde das Lied von Al Sutton, Marlon Young und Herschel Boone, kollektiv auch als The Rust Brothers bekannt. Textlich geht es in dem Lied um eine Person, die in Ungnade gefallen ist und nun versucht, im Leben zurechtzukommen.
Die Single wurde am 17. Juli 2018 veröffentlicht. Am 26. Juli 2018 spielte die Band das Lied in der NBC-Sendung The Tonight Show starring Jimmy Fallon. Für das Lied wurden ein Musikvideo gedreht, von dem es zwei Versionen gibt. Neben der regulären Version gibt es auch ein so genanntes „Vertical Video“, bei dem das Bild absichtlich hochkant gezeigt wird. Um dem Video ein altmodisches Aussehen zu bringen, wurde ein Super-8-Filter eingesetzt.

## Rezeption
Dominik Rothe vom deutschen Onlinemagazin Metal.de beschrieb When the Curtain Falls als „knackigen Rocker, der auf keinem der ersten vier Zeppelin-Alben auffallen würde“. Chris Conaton vom Onlinemagazin Pop Matters schrieb in einer Rezension des Albums, dass es Greta Van Fleet erst mit dem dritten Lied When the Curtain Falls schaffen, ein „eigenständiges, einprägsames Lied“ zu präsentieren. Das Lied wäre „eine gute Wahl für die erste Single, da es einen einprägsamen Refrain hat“. Jonathan Walzer vom Onlinemagazin Powermetal.de hingegen fragte sich, warum When the Curtain Falls als erste Single ausgewählt wurde, da es nicht der eingängigste Song des Albums wäre.

### Chartplatzierungen
Wie die beiden Vorgängersingles Highway Tune und Safari Song erreichte auch When the Curtain Falls Platz eins der US-amerikanischen Billboard Mainstream Rock Songs. Greta Van Fleet schafften damit innerhalb von 16 Monaten drei Nummer-eins-Titel und verpassten den Rekord von The Pretty Reckless um eine Woche. Bei den Detroit Music Awards 2019 wurde When the Curtain Falls in den Kategorien Outstanding National Single und Outstanding Video / Major Budget ausgezeichnet.

### Auszeichnungen für Musikverkäufe
| Land/Region               | Auszeichnungen für Musikverkäufe (Land/Region, Auszeichnung, Verkäufe) | Verkäufe |
| ------------------------- | ---------------------------------------------------------------------- | -------- |
| Brasilien (PMB)           | Platin                                                                 | 40.000   |
| Kanada (MC)               | Gold                                                                   | 40.000   |
| Vereinigte Staaten (RIAA) | Gold                                                                   | 500.000  |
| Insgesamt                 | 2× Gold · 1× Platin ·                                                  | 580.000  |

## Weitere Verwendung
When the Curtain Falls gehört zum Soundtrack des Computerspiels NHL 19. Darüber hinaus konnte man sich das Lied für das Spiel Rock Band 4 herunterladen.